# Thomas H. Cormen
Thomas H. Cormen – amerykański informatyk związany z Dartmouth College. Doktorat obronił w Massachusetts Institute of Technology w 1992 roku.
Znany jest głównie jako współautor książki Wprowadzenie do algorytmów.

## Książki (bibliografia podmiotowa)
- Cormen, Thomas H., Leiserson, Charles E., Rivest, Ronald L.: Wprowadzenie do algorytmów (Introduction to Algorithms)

pierwsze wydanie: 1990, MIT Press and McGraw-Hill. ISBN 978-0-262-03141-7
pierwszy polski przekład: 1997, Wydawnictwa Naukowo-Techniczne, Warszawa, ISBN 83-204-2144-6
- Cormen, Thomas H.: Algorytmy bez tajemnic (Algorytmy bez tajemnic)

pierwsze wydanie: 2013, Algorithms Unlocked, The MIT Press, Cambridge, Londyn ISBN 978-0-262-51880-2
pierwszy polski przekład: 2013, Algorytmy bez tajemnic, Wydawnictwo Helion, Gliwice, ISBN 978-83-246-7482-4